# Min and Bill
Min and Bill (br: Lírio do Lodo / pt: Min & Bill), é um clássico filme norte-americano de 1930 dirigido por George W. Hill, com roteiro de Marlon Jackson e Frances Marion, baseado no Livro Dark Star, estrelado por Marie Dressler, ganhadora do Óscar de 1931 Prêmio de melhor atriz.

## Enredo
O filme é uma comédia dramática que conta uma história entre Min Divot (Marie Dressler) e os moradores de sua pousada. Bill (Wallace Beery), Capitão de um barco de pesca e a jovem Nancy (Dorothy Jordânia);
A história gira em torno da relação de Min e Nancy, que fora abandonada por sua mãe Bella (Majorie Rambeau), prostitua local; na pousada quando ainda era bebê, e assim, foi criada por Min como se fosse sua própria filha.
Min ama muito Bil, apesar dos seus problemas com álcool, e suas discussões frequentes. Min e Bill são os únicos que conhecem a verdadeira identidade da mãe da Nancy.
Nancy ama Min como sua própria mãe e frequentemente falta a escola para estar com ela.  
Nancy, já adolescente, começa a criar muito problemas e Min utiliza o dinheiro há muito tempo guardado, para enviar Nancy a um colégio internato caro, pois, entendia que viver naquele lugar humilde e sem futuro, não seria o melhor pra Nancy, ainda mais, depois de tantas vezes que foi ficou na detenção. Min espera que o internato ensine Nancy modos melhores dos que ela aprendeu com Bill e os outros sobre as docas. A escolarização termina e Nancy retorna para Min com boas maneiras, uma educação de primeira e a notícia de que está noiva de um homem muito rico chamado Dick (Donald Dillaway). 
Min fica entusiasmada até que ela descobre o retorno da mãe biológica de Nancy e as coisas ficam muito complicadas.

## Elenco principal

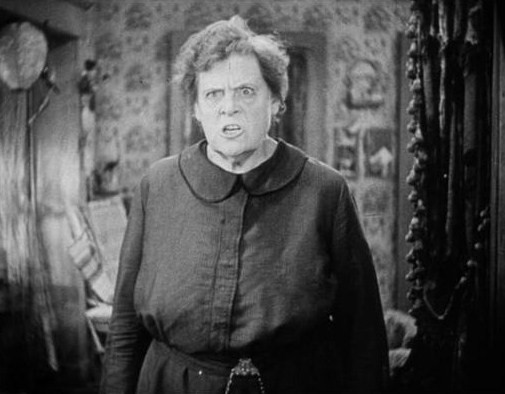
Marie Dressler em cena do trailer do filme

- Min Divot: Marie Dressler
- Bill: Wallace Beery
- Nancy Smith: Dorothy Jordan
- Bella Pringle: Marjorie Rambeau
- Dick Cameron: Don Dillaway
- Mr. Groot: DeWitt Jennings
- Alec Johnson: Russell Hopton
- Sr. Southard: Frank McGlynn
- Sr.ª Southard: Gretta Gould

## Prêmios e indicações
| Ano  | Prêmio | Categoria    | Trabalho/Pessoas Indicadas | Resultados |
| ---- | ------ | ------------ | -------------------------- | ---------- |
| 1931 | Oscar  | Melhor Atriz | Marie Dressler             | Venceu     |